# 카일 오라일리

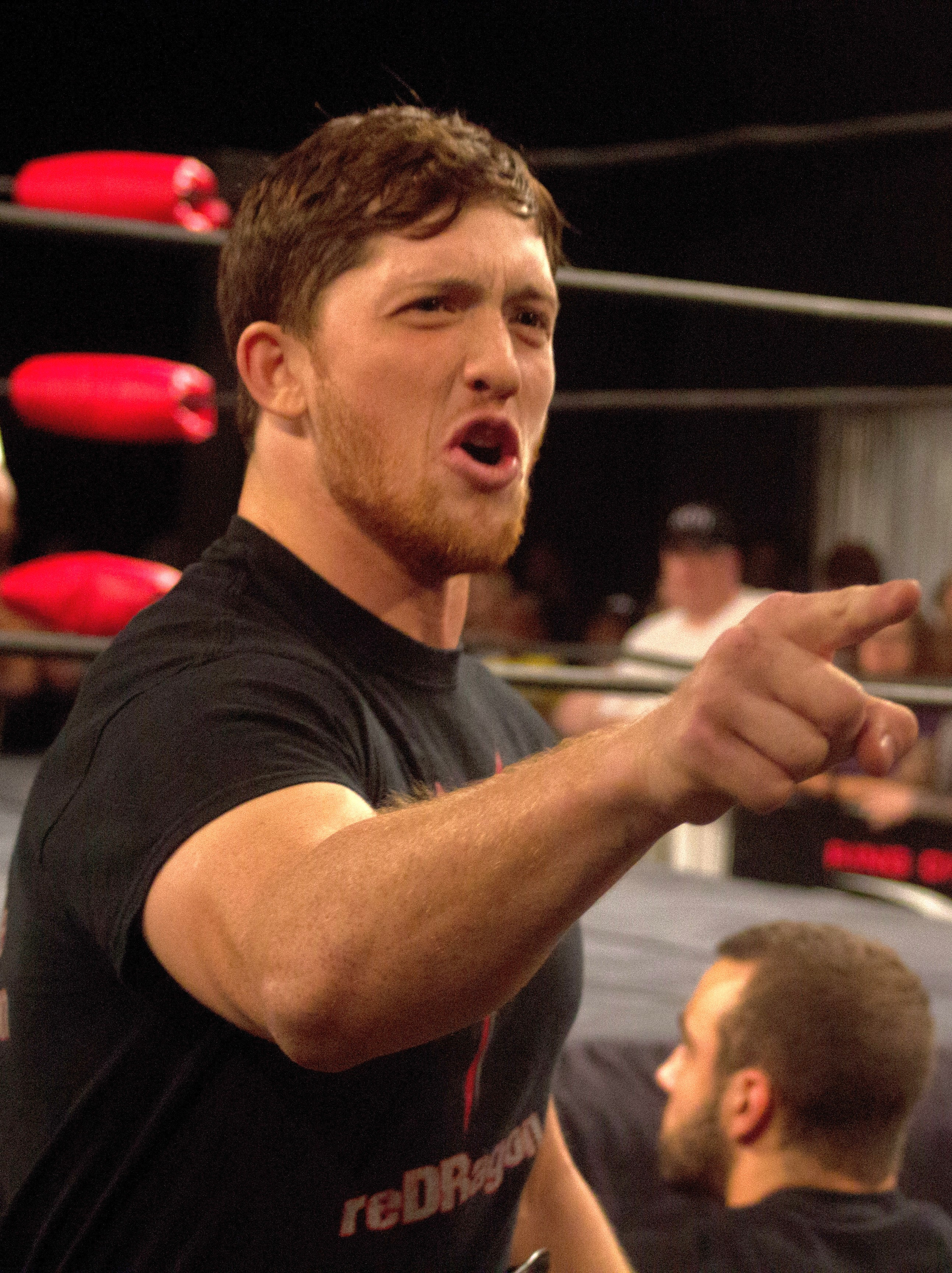
카일 오라일리

카일 오라일리(Kyle O'Reilly, 1987년 3월 1일 ~ )는 본명은 카일 그리인우드(Kyle Greenwood)다. 캐나다의 남자 프로레슬링선수다. 키는 182cm(6 ft 0 in)에다가 몸무게는 100kg(220 lb)이다. 피니쉬는 아머게던(크로스 암브레이커), 앵클 락, 브레인버스터, 길로틴 초크, 트라이앵글 초크로 사용을 한다.현재 NXT에 있는 스테이블인 언디스퓨티드 에라에서 활동 중이다.

## Professional wrestling highlights
- Finishing moves
  - Armageddon (Cross armbreaker)
  - Ankle lock
  - Brainbuster
  - Guillotine choke
  - Triangle choke
- Signature movers
  - Ax and Smash (Scissors stomp on the head of a kneeling opponent followed by an elbow smash)
  - Diving somersault dropkick
  - Multiple suplex variations
    - Bridging leg hook belly-to-back
    - Overhead full nelson
    - Rolling double underhook

  - Nigel (Pendulum lariat) - adopted by Nigel Mcguinness
- Nicknames
  - "The Martial Artist"
- Entrance themes
  - "I'm Shipping Up to Boston" by Dropkick Murphys
  - "Dance Away" by Damn Valentines
  - "Prelude" by Kavinsky
  - "Lightning and Thunder" by Extreme Music (NXT; 12 July 2017 - 19 August 2017)
  - "Shock the System" by CFO$ (NXT; 20 September 2017-present; used as a member of the Undisputed Era)

## 수상
- HRW 월드 태그팀웨이트 챔피언 (1회) - 바비 피쉬
- IWGP 월드 주니어 헤비웨이트 태그팀 챔피언 (2회) - 바비 피쉬
- 슈퍼 주니어 태그팀 토너먼트 (2014) - 바비 피쉬
- ECCW 월드 헤비웨이트 챔피언 (1회)
- NWA 월드 캐나디언 주니어 헤비웨이트 챔피언 (3회)
- 퍼시픽 컵 (2007)
- PWG 월드 헤비웨이트 챔피언 (1회)
- 배틀 오브 로스 앤젤리스 (2013)
- PWI 랭크드 힘 넘버 32 오브 더 탑 500 싱글즈 레슬링 인 더 PWI 500 인 2016
- PWP 월드 태그팀웨이트 챔피언 (1회) - 데이비 리차즈
- ROH 월드 헤비웨이트 챔피언 (1회)
- ROH 월드 태그팀웨이트 챔피언 (3회) - 바비 피쉬
- ROH 월드 태그팀웨이트 넘버원 컨텐더 라터리 토너먼트 (2011) - 애덤 콜
- 태그 어워즈 토너먼트 (2014) - 바비 피쉬
- 매치 오브 더 이열 (2012) - 애덤 콜 vs 슈퍼 스매시 브로스(플레이어 어노우 엔드 스투퍼파이드) 엔드 영 벅스 온 2012년 7월 21일
- 매달리언 토너먼트 (2012)
- WWE NXT 월드 태그팀웨이트 챔피언 (3회) - 바비 피쉬, 애덤 콜 앤드 로더릭 스트롱 (1회), 로더릭 스트롱 (1회), 바비 피쉬 (1회)
- 더스틴 로즈 태그팀 클래식 (2018) - 애덤 콜
- WWE NXT 이열 엔드 어워즈 포어 태그팀 어브 더 이열 (2018) - 로더릭 스트롱